# Blankodarlehen
Als Blankodarlehen (oder Blankokredit; ital. bianco „weiß“; engl. uncovered loan oder unsecured loan) bezeichnet man im Bankwesen Kredite, die ohne Stellung von bewertbaren Kreditsicherheiten von Kreditinstituten den Kreditnehmern gewährt werden. Wird nur ein Teil des Darlehens abgesichert, so spricht man von dessen ungesichertem Teil als dem Blankoanteil des Darlehens.

## Allgemeines
Weltweit und in Deutschland ist es den Kreditinstituten überlassen, ob sie ihre Kredite besichern oder unbesichert zur Verfügung stellen. Daher ist es Aufgabe der unternehmerischen Kreditrisikopolitik jeder einzelnen Bank, das eigene Kreditportfolio auch nach dem Kriterium der Kreditbesicherung zu steuern.
Die einer Kreditentscheidung vorausgehende Kreditwürdigkeitsprüfung muss beim Kreditinstitut ergeben, wie integer sich die Kreditwürdigkeit eines Kreditnehmers präsentiert. Diese Prüfung hat nach § 18 KWG bestimmte Beleihungsunterlagen über Vermögen, Schulden und Einkommen des Kreditnehmers auszuwerten, bei welcher der Schuldendienst aus dem Einkommen/Vermögen als sicher gilt. Bei der Abwägung spielen betriebswirtschaftliche Kennzahlen und empirische Kundendaten bei der Einschätzung des Adressenausfallrisikos eine entscheidende Rolle. Zeigt sich eine hervorragende Bonität des Kreditnehmers, so ist es vertretbar, ihm Kredite ohne Kreditsicherheiten zur Verfügung zu stellen. Dann erwartet die Bank, dass der Kredit aus dem Einkommen oder Vermögen des Kreditnehmers mühelos zurückgezahlt wird und sie nicht auf die Verwertung gestellter Sicherheiten angewiesen sein wird.
Nur bestimmte Kredite wie Immobilienfinanzierungen (Realkredite, Hypothekendarlehen) sind aufgrund gesetzlicher Vorschriften (§ 21 Abs. 3 Nr. 1 KWG in Verbindung mit § 14 Abs. 1 und § 16 Abs. 1 und 2 Pfandbriefgesetz) mit Grundpfandrechten (Grundschuld, Hypothek) zu besichern. Aus der Natur der Kreditart ergibt sich beim Effektenlombardkredit, dass er durch die Verpfändung von Effekten besichert werden muss.
Bei allen übrigen Kreditarten obliegt es den Kreditinstituten, ob und wodurch sie eine Kreditsicherheit verlangen wollen.

## Geschichte
Bereits im Jahre 1794 wurde bekannt, dass die Amsterdamer Wechselbank 10,5 Millionen Gulden illegaler Blankokredite an die Niederländische Ostindien-Kompanie ausgegeben hatte. Dieser Skandal war der Anfang vom Ende der Bank, die 1820 endgültig ihre Türen schließen musste. 1866 stand in einem Buch über das Bankwesen, dass der Blankokredit ein Kredit sei, „für welchen nur der Conto-Correntinhaber haftet“, womit der Kreditnehmer gemeint war. Blankokredite sind spätestens seit September 1879 bei Genossenschaftsbanken belegt, im März 1884 hieß es, dass ein Kreditgesuch ohne Sicherheiten genehmigt wurde, „weil der Gesuchsteller als zahlungsfähig bekannt ist“. Bei Schweizer Genossenschaftsbanken gehörte der „ungedeckte Kredit“ 1925 zur Ausnahme „und wird höchstens Gemeinden und Korporationen gewährt“. Für Georg Obst bestand der Blankokredit 1951 darin, dass „der Kreditnehmer seiner ganzen Persönlichkeit nach die Gewähr dafür bietet, dass der Kredit sicher ist“. Die Sparkassenverordnungen der Bundesländer nannten den Blankokredit „ungedeckten Personalkredit“. Otto Hintner verwendete 1958 die Begriffe Blankokredit und Personalkredit synonym. Wilhelm Kalveram unterschied 1961 zwischen Blankokredit, einfachem und kollektivem Personalkredit.

## Rechtsfragen
Die Bundesanstalt für Finanzdienstleistungsaufsicht hielt es im Mai 1998 „mit den Grundsätzen ordnungsgemäßer Geschäftsführung nicht für vereinbar, an eine nichtstaatliche Adresse Blankokredite in einer Höhe auszureichen, die bei Ausfall der Adresse das gesamte haftende Eigenkapital des Instituts aufzehren würde“.
Die Kapitaladäquanzverordnung (englische Abkürzung CRR) ist die zentrale Norm für die aufsichtsrechtliche Anerkennung von Kreditsicherheiten (hierin „Kreditrisikominderungstechniken“ genannt). Sie befasst sich jedoch nicht mit Blankokrediten, sondern mit besicherten Krediten und statuiert in den Art. 193 ff. CRR Grundsätze für die Anerkennung von Kreditsicherheiten, die zu einer geringeren Eigenmittelunterlegung als vergleichbare Blankokredite führen. Blankokredite als Residualgröße sind nach den CRR folglich mit voller Eigenmittelunterlegung belastet, eine günstigere Risikogewichtung einer Blanko-Risikoposition kann nur durch das Rating erreicht werden. Kreditsicherheiten mindern deshalb die Eigenkapitalkosten für gewährte Kredite und damit die Kreditkosten für den Kreditnehmer. Aus diesem Grunde können Blankokredite – gleiches Kreditnehmerrating unterstellt – tendenziell teurer werden als einwandfrei besicherte Kredite.

## Arten
Das Kreditrisiko der Banken steigt auch mit zunehmender Kreditlaufzeit. Je kürzer deshalb die Kreditlaufzeit ist, umso höher ist die Wahrscheinlichkeit für einen Blankokredit.

### Privatkundengeschäft
Von ihrer Natur aus werden deshalb für kurzfristige Kredite im standardisierten Privatkundengeschäft wie Dispositionskredite, Avalkredite, Mikrokredite, Konsumkredite und Kreditkartenlimite keine Kreditsicherheiten verlangt, wenn ihre Höhe das Drei- bis Fünffache eines regelmäßigen Monatseinkommens nicht überschreitet. Langfristige Konsumkredite werden im Regelfall besichert. Das Gesetz verlangt eine Besicherung bei Immobilienfinanzierungen, vertraglich sind Lombardkredite zu besichern.

### Bausparkredite
Blankodarlehen sind nach § 7 Abs. 4 Bausparkassengesetz unter bestimmten Voraussetzungen zulässig. Sie müssen mit einer Negativerklärung versehen sein und brauchen bei geringer Höhe (Bauspardarlehen bis maximal 10.000 Euro oder Zwischenkredite bis 5.000 Euro) nicht besichert zu werden. Die Gewährung ungesicherter Darlehensteile ist bei Bausparkassen insbesondere dann unzulässig, wenn bei der Gewährung des Darlehens die Beleihungsgrenze von 80 % des Beleihungswertes überschritten wird. Der Umfang der von der Bausparkasse ausgereichten Blankodarlehen ist aufsichtsrechtlich begrenzt.

### Firmenkundengeschäft
Im Bereich der Unternehmensfinanzierung werden Betriebsmittelkredite zur Finanzierung des Umlaufvermögens als Blankokredite gewährt, wenn die betriebswirtschaftlichen Kennzahlen und die Datenhistorie des Kreditnehmers dies zulassen. Besonders im Firmenkundengeschäft unterliegen Blankokredite besonderen, auf betriebswirtschaftlichen Kennzahlen beruhenden Faustregeln. Blankokredite sollen
- 30 bis 40 % des Eigenkapitals des Kreditnehmers nicht übersteigen;
- 20 bis 25 % des Netto-Umsatzerlöses des Kreditnehmers nicht überschreiten;
- das Drei- bis Vierfache des nachhaltigen Cashflow nicht übersteigen.[14]

Im internationalen Kreditverkehr gewähren Großbanken Kredite an Großunternehmen fast ausschließlich ohne Sicherheiten, selbst wenn sie langfristig zur Verfügung stehen. Das trifft auf Stand-by-Kredite oder Roll-over-Kredite zu. Langfristige Investitionskredite werden im Regelfall besichert.

### Kommunalkredit
Im deutschen Kommunalkreditgeschäft gewähren Kreditinstitute ausschließlich Blankokredite, weil es den Gemeinden kommunalrechtlich nicht gestattet ist, Kreditsicherheiten zu stellen (etwa § 86 Abs. 5 GemO NRW). Begründet wird diese Bestimmung mit der Überlegung, dass den Gläubigern die Steuerkraft, das Vermögen und die Insolvenzunfähigkeit als sichernde Faktoren ausreichen müssen. Werden dennoch verbotswidrig Sicherheiten bestellt, so sind diese nach § 130 Abs. 2 GemO NRW nichtig.

## Vertragsgestaltung
Einen Blankokredit erkennt man daran, dass die – in Kreditverträgen sonst übliche – Kreditbedingung „Kreditsicherheiten“ fortgelassen wird; eine ausdrückliche Erwähnung als Blankokredit unterbleibt, da hieraus ein dauerhafter Besicherungsverzicht interpretiert werden könnte. Ein derartiger Verzicht widerspräche dem aus den AGB hervorgehenden Recht der jederzeitigen Nachbesicherung von Krediten. Um den Bezug zu den Nachbesicherungsregelungen und dem AGB-Pfandrecht herzustellen, wird die Geltung der AGB im Kreditvertrag vereinbart.
Außerdem werden banküblich bei Blankokrediten bestimmte Covenants in die Kreditverträge aufgenommen. Die Negativerklärung verhindert, dass andere Gläubiger Kreditsicherheiten erhalten, ohne dass der kreditgebenden Bank gleichzeitig gleichwertige angeboten werden. In einer Positiverklärung verpflichtet sich der Kreditnehmer zur Stellung von Kreditsicherheiten, wenn ein bestimmtes Kreditereignis eintreten sollte. Weitere Covenants können dem Kreditnehmer die Veräußerung von Betriebsvermögen verbieten (disposals). Tritt eine wesentliche Verschlechterung der Vermögensverhältnisse ein, so kann eine Bank auch aufgrund dieser Klausel die Besicherung bisher unbesicherter Kredite verlangen.
Blankokredite verschiedener Gläubiger haben gegenüber dem gemeinsamen Schuldner zwar keinen Rang untereinander, doch kann sich in der Krise des Schuldners ein „Wettrennen“ der Gläubiger um Kreditsicherheiten oder um den Schuldendienst entwickeln. Der Schuldner könnte nämlich bei knappen Einkommen oder Cashflows die Reihenfolge des Schuldendienstes einseitig ändern und dadurch eine Rangfolge schaffen. Damit ungesicherte Forderungen keinesfalls einen besseren Rang untereinander erwerben können, werden Negativerklärungen durch Pari-passu-Klauseln ergänzt und garantieren dem begünstigten Gläubiger einen gleichrangigen Schuldendienst mit anderen ungesicherten Gläubigern bis in die Insolvenz oder eine außergerichtliche Sanierung.

## Sonstiges
Blankokredite liegen auch dann vor, wenn Kreditsicherheiten gestellt werden, die banküblich nicht bewertet werden (können) (z. B. Patronatserklärungen oder Lohn- und Gehaltsabtretung), Rechtsrisiken aufweisen oder nicht banküblich sind. Da die Bestellung von Kreditsicherheiten Gebühren (etwa Notargebühren bei Grundpfandrechten) verursacht, ist der Blankokredit auch häufig kostengünstiger.

## Schweiz
Seit der Einführung des Konsumkreditgesetzes im März 2001 müssen bei diesen Krediten umfangreiche Abklärungen über die finanziellen Verhältnisse des Kreditnehmers vorgenommen werden. Nach den §§ 7a und 7b dieses Gesetzes sind in der Schweiz Konsumkredite typische Blankokredite.